# South Ruislip
Pour les articles homonymes, voir Ruislip (homonymie).
South Ruislip est une zone anglaise située à l'ouest de Londres, dans le borough londonien de Hillingdon.